# Shabak
El Shin Bet o Shabak (en hebreo: שב"כ‎; acrónimo de Sherut haBitaẖon haKlali, שירות הביטחון הכללי Servicio de Seguridad General) es el servicio de inteligencia y seguridad general interior de Israel.  El servicio, que cuenta con aproximadamente 5000 miembros,[cita requerida] es una de las tres organizaciones principales de la comunidad de inteligencia israelí, junto con el servicio de inteligencia militar de las FDI —Aman— y el Mosad.
El lema de la agencia, מגן ולא יראה (en traducción libre, «Defensor/protector invisible»), es una adaptación del versículo de Jueces 5:8 (Cántico de Débora y de Barac), modificando el verbo ver junto a la palabra escudo en negativo, para conferir el significado de secreto/invisible.

## Historia

### Fundación
Con la declaración de la independencia del Estado de Israel en 1948, el Shabak fue fundado con el nombre de Shin Bet, como una rama de inteligencia interna de las Fuerzas de Defensa de Israel. Fue encabezada por Isser Harel (considerado como el padre de la inteligencia israelí, que más tarde encabezó el Mosad). La responsabilidad de la actividad del Shabak más tarde fue trasladada desde el Tzahal hacia la oficina del primer ministro. Durante la guerra árabe-israelí de 1948, la responsabilidad del Shabak incluyó asuntos de seguridad únicamente internos. Posteriormente al Shabak también se le asignó la vigilancia de los árabes israelíes.

### Inicios
En un comienzo, como parte de los esfuerzos para impedir las actividades soviéticas, el Shabak también supervisó y reprimió a partidos políticos de oposición que fueran sospechosos de colaborar y apoyar a la Unión Soviética (esto se realizó siguiendo la lógica de la posición estratégica de Israel durante la Guerra Fría). Actualmente esta clase de actividades de supervisión de partidos políticos minoritarios fue prohibida en Israel por ser considerada dañina a la democracia. La dirigencia política en los primeros años de Israel, encabezado por David Ben-Gurión, se aseguró de impedir las publicaciones que trataran con aquellas actividades, que fueron publicadas solo en el periódico Haolam Hazeh por Uri Avneri. Una gran controversia fue creada cuando dos agentes del Shabak fueron sorprendidos instalando un micrófono oculto en la oficina de Meir Yeari (que era el líder de Mapam, un partido sionista socialista israelí prosoviético).
El Shabak también ha estado implicado en misiones fuera de las fronteras de Israel, habitualmente en la fase preliminar de operaciones combinadas con el Mosad en temas relacionados con agentes extranjeros que habían operado en suelo israelí antes de huir. Una de las primeras misiones de este carácter tuvo lugar en Fráncfort, Alemania, a finales de 1955. En octubre de ese año se recibió en las oficinas del servicio en Tel Aviv información sobre un alemán llamado Ulrich Schnaft, conocido en Israel como Gavriel Weissman, quien tras servir en las Waffen-SS durante la Segunda Guerra Mundial, inmigró a Israel como judío y se alistó en las fuerzas armadas, donde se graduó como oficial de artillería. Tras no poder quedarse en el Ejército debido a sospechas suscitadas en torno a su pasado, y enredado en una aventura romántica que le obligó a mudarse al norte de país, Schnaft viajó a Italia, donde, al no lograr volver a entrar en su país natal, Alemania, se ofreció como espía a los servicios secretos de Egipto. La carta destinada al Shabak fue enviada por el marido de la examante israelí de Schnaft desde Berlín. La operación que seguía se dividió en dos fases: primero, agentes del Shabak desplegados en Fráncfort en diciembre de 1955 se encargaron de la vigilancia y recopilación de información relevante, tras lo cual el Mosad tomó el relevo para poner en marcha la operación que llevó al exagente alemán a Israel a ser juzgado por espionaje.
Uno de los éxitos más importantes del Shabak, aunque a menudo se le atribuye incorrectamente al Mosad, fue la obtención de una copia del discurso secreto escrito por Nikita Jrushchov en 1956, cuando este denunció a Stalin. Una edición polaca del discurso fue proporcionada a la embajada israelí en Varsovia por el novio de la secretaria de un funcionario comunista polaco. El oficial polaco de enlace del Shabak transportó la copia directamente a Israel. En ese entonces el Gobierno israelí decidió compartir la información con los Estados Unidos, que la publicaron con la aprobación israelí. En 2013, una investigación publicada por el historiador israelí Matitiahu Mayzel puso en entredicho la versión oficial de la historia, alegando que el discurso no era del todo secreto pues su difusión entre los distintos grupos y formaciones comunistas alrededor del mundo se había hecho por los propios servicios de inteligencia soviéticos sin intento de esconderlo, ya que tenían interés que este llegara a manos de los servicios occidentales; y que en efecto este fue el caso. Por otra parte, en su libro de 2023, Crossroads in Time Philby and Angleton A Story of Treachery, Anthony Wells sí adjudica la obtención del texto por la CIA al Shabak, sea cual fuere su condición de opacidad, después de comprobar los archivos de la agencia estadounidense, en los que además se tiene en gran estima al servicio israelí a raíz de esta acción.

### Años 1960 y la guerra de los Seis Días
Hasta el estallido de la guerra de los Seis Días, el Shabak continuó concentrándose principalmente en el contraespionaje (ante los países árabes, actividad compartida con las otras dos agencias de inteligencia) y la inteligencia interior, que en esta época se centraba en la supervisión de la actividad política entre los árabe israelíes. La única actividad relacionada con la inteligencia interior que no estaba bajo su jurisdicción era la relativa a las instalaciones nucleares, entonces tarea del Lakam (junto a los demás aspectos del programa nuclear israelí).
El logro más notable de la organización fue la captura del Dr. Israel Bar en 1961, quién fue acusado de espiar en favor de la URSS. Bar era un teniente coronel reservista, miembro del Estado Mayor y amigo cercano de Ben-Gurión y otros grandes personajes de los altos círculos israelíes. Bar fue capturado y condenado a diez años de prisión (que más tarde sería ampliado en el Tribunal Supremo a quince años), hasta que finalmente murió en la cárcel. En el mismo año fue acusado de espionaje Kurt Sita, un alemán cristiano de los Sudetes y profesor en el Technion, como espía checo. Una de las acciones más drásticamente ocultas en el transcurso de dicho conflicto fue la del doble agente Rif'at al Gamal/Jacques Bitton, quien filtró un informe falso sobre el despliegue israelí, lo que hizo que la aviación árabe de Egipto mantuviese sus aparatos en tierra, proporcionándole una oportunidad dorada para que la aviación israelí destruyese numerosos aparatos apostados.
Después de la guerra de los Seis Días, el Shabak hizo notables esfuerzos para supervisar y neutralizar la actividad terrorista en Cisjordania y la Franja de Gaza. Desde 1967, la tarea más importante del Shabak se centra en el combate contra el terrorismo en los territorios palestinos y la cooperación con el Tzahal para combatir contra los grupos armados árabes. Yeshayahu Leibowitz advirtió que el control de los territorios ocupados es, para el Estado de Israel, una misión del Shabak. Sin embargo, en el Shabak se impuso ciertas restricciones con el fin de evitar dañar los valores democráticos del país.

### Años de crisis

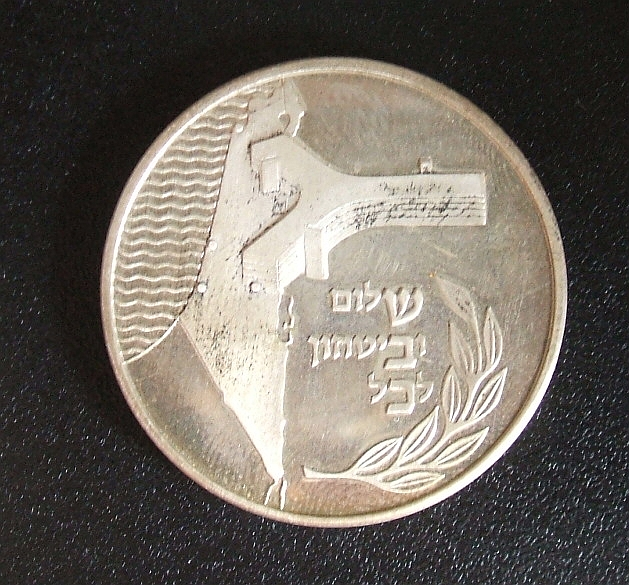
Medalla otorgada a los trabajadores del Shabak en el 40º aniversario del Estado de Israel, en 1988.

Durante los años 1984-1986, el Shabak entró en una crisis política después del asunto Kav 300, en el cual dos terroristas que secuestraron un autobús y tomaron a rehenes fueron ejecutados por oficiales del Shabak sin juicio previo; posteriormente encubrieron el acontecimiento y dieron testimonios falsos. Después de este asunto, Avraam Shalom (el jefe de esa organización) fue obligado a dimitir. El acontecimiento dio lugar a que apareciera el comité de Landau, que reguló los métodos de interrogación que el Shabak tenía permitido ejercer. En 1995 una crisis siguió al asesinato del primer ministro israelí Isaac Rabin por parte de Yigal Amir. Después del fracaso del Shabak en proteger a Rabin, Carmi Gillon fue forzado a dimitir.
Posteriormente el comité de investigación Shamgar observó defectos serios en la unidad de seguridad personal del primer ministro y el comportamiento provocativo e incitante de Avishai Raviv (un miembro del Shabak). Raviv imprimió un cuadro de imagen con Photoshop en el que aparecía Rabin en un uniforme SS y lo presentó públicamente en la Plaza Sion en Jerusalén antes del asesinato del primer ministro israelí. La acusación judicial contra dicho sujeto fue realizada después de una instrucción del primer ministro Shimon Peres. Gillon fue sustituido por el almirante israelí Ami Ayalon de la marina de guerra. Ayalon rehabilitó al Shabak después del asesinato de Rabin y trabajó arduamente para restaurar su reputación ante el público israelí en general. En 1996 una unidad del Shabak asesinó al principal jefe de fabricación de bombas de Hamás, Yahya Ayyash, plantando un dispositivo explosivo en su Teléfono móvil. La operación fue realizada después de que el primer ministro Shimón Peres diera su expresa autorización.

### Actuación durante la Intifada de Al-Aqsa
En 2002, Ayalon finalizó sus 5 años en el mando de la organización y fue sustituido por Avi Dichter. Dichter, un excomando de las fuerzas especiales del Sayeret Matkal y un agente experimentado, le devolvió al Shabak la buena reputación que anteriormente había perdido y se estrechó la relación de trabajo entre este grupo de inteligencia, el Tzahal y la policía israelí. La prensa extranjera insinuó que el Shabak trabajaba fuertemente con la unidad elite de contraterrorismo israelí YAMAM. Dichter era el jefe del Shabak cuando la Intifada de Al-Aqsa se agudizó. Él manejó y supo reaccionar rápidamente a los cambios e hizo que el Shabak fuera un jugador prominente en la guerra de Israel contra los terroristas palestinos después del fracaso de las conversaciones de Camp David en el año 2000. El Shabak envió información de inteligencia al Tzahal y otras fuerzas de seguridad con el fin de prevenir atentados terroristas suicidas antes de que sean efectuados. Esto por lo general fue realizado con detenciones preventivas y el despliegue de bloqueos de camino en los territorios palestinos cuando había una alarma seria de atentados. Además de prevenir ataques suicidas en Cisjordania mediante detenciones y operaciones especiales, el Shabak estaba trabajando firmemente con la Fuerza Aérea Israelí (IAF) para localizar y matar a los cabecillas y líderes de grupos terroristas palestinos con certeros ataques selectivos. Las blancos fueron comandantes de campo y líderes de facciones militantes palestinas, principalmente los miembros de Hamás, Jihad islámica, las Brigadas de los Mártires Al-Aqsa, el Fatah y al-Qaeda. Estos asesinatos, llamados “apuntar y matar”, son hechos donde generalmente se efectúan mediante ametralladoras de helicópteros, donde los comandantes de la Fuerza Aérea Israelí y los agentes del Shabak se sitúan juntos en el centro del comando donde supervisan la operación. Las tareas del Shabak produjeron éxitos considerables cuando sabían donde estaría disponible el blanco para un ataque selectivo y después dieran la orden a la Fuerza Aérea Israelí, asegurando a los pilotos cuáles son los terroristas buscados (esa parte de la operación se denomina “identificación e incriminación”). La actividad extremadamente eficaz del Shabak durante la segunda Intifada incrementó su reputación entre los expertos israelíes del público y del contraterrorismo.

### En la actualidad
En noviembre de 2003, cuatro jefes del Shabak (Avraham Shalom, Peri Yaakov, Carmi Gillon y Ami Ayalon) invitaron al gobierno de Israel a alcanzar un acuerdo de paz con los palestinos. Ami Ayalon, junto con el profesor palestino Sari Nusseibeh, lanzó la iniciativa nacional de paz. Avi Dichter es uno de los principales partidarios de construir una barrera de defensa contra los palestinos en Cisjordania (la polémica Valla de Seguridad). El gobierno israelí comenzó a construir dicha barrera en Cisjordania a finales de 2003. Desde entonces Dichter ha realizado declaraciones públicas diciendo que la barrera "trabaja y protege vidas inocentes, además de ayudar a prevenir y reducir ataques terroristas". En febrero de 2005, Ariel Sharón anunció que Yuval Diskin, agente de campo del Shabak, sustituiría a Dichter después de que él terminara su periodo reglamentario de cinco años. El 15 de mayo de 2005 Diskin comenzó su dirigencia en el Shabak. Dichter se retiró del servicio con grandes elogios por parte de la prensa, los políticos y el público israelí en general. Dichter luego se incorporó a la arena política y actualmente es un miembro del partido Kadima, fundado por el anterior primer ministro israelí Ariel Sharon.
En septiembre de 2006, el Shabak por vez primera, reclutó a personal con anuncios públicos a través de su página web mediante una campaña de empleo, que apareció luego de que se aprobara un presupuesto de defensa. Dichos empleos apuntan más al personal administrativo y programadores que a reclutar agentes.

### Perfil Creciente
Una vez considerado un compromiso el anonimato, actualmente un agente del Shabak que alcanza las más altas jerarquías en las filas del servicio, especialmente el director, es considerado un candidato para el gobierno israelí y el empresariado. Este proceso sigue una tendencia comenzada por ex-generales y coroneles de las Fuerzas de Defensa Israelíes, siendo pioneros Moshé Dayán, Ariel Sharón e Isaac Rabin. Los exdirectores del Shabak, en la actualidad son cada vez más visible como candidatos para un puesto de más alto rango. Yaakov Peri fue presidente del Banco HaMizrahi en 2002 y también fue un huésped altamente visible en programas de televisión. Carmi Gillon sirve como alcalde de Mevasseret Zion cerca de Jerusalén, mientras Avi Dichter y Ami Ayalon en cierta época fueron candidatos a ministro de defensa. Dichter fue Ministro de Seguridad Interna en el gobierno conducido por Ehud Ólmert. Ayalon se ha extendido como un co-iniciador con el dignatario palestino Sari Nusseibeh de la iniciativa de Voz(Voto) de los Pueblos no gubernamentales de presentar una solicitud sobre los gobiernos en Israel y la Autoridad Palestina para un establecimiento de relaciones permanentes.

## Críticas
La presunta "Táctica Shabak" es una técnica de interrogación extrema utilizada por la organización sobre sospechosos palestinos acusados de cometer o ser cómplices de actos terroristas. El Shabak, oficialmente, nunca lo ha confirmado como aceptable para el empleo. Según se conoce informalmente, los prisioneros indican que hay técnicas violentas que se utilizan contra los prisioneros, entre ellas está una que implica forzar al sujeto a sentarse sobre un taburete corto o a una silla que es de ángulo avanzado (entonces es imposible sentarse en una posición cómoda o estable), luego le atan sus brazos y piernas detrás de ellos a la silla, también cubriendo su cabeza con una bolsa y haciéndole escuchar ruidos de música sumamente fuertes. El sujeto en cuestión entonces es dejado abandonado en esta condición durante largos períodos. No le permiten conciliar el sueño mientras dure la interrogación. Si el Shabak realmente utiliza esta técnica, puede ser considerado tortura y por lo tanto podría estar penado por la ley internacional.

## Deberes y funciones
- Mantener la seguridad del estado contra los que intentan minarla con actividades terroristas, acciones criminales o actos violentos.[12]
- Descubrir y neutralizar a las organizaciones terroristas árabes.
- Realizar interrogatorios a sospechosos de practicar terrorismo.
- Recabar información para las operaciones militares y policíacas en Cisjordania y la Franja de Gaza.
- Realizar acciones de Contraespionaje.
- Proteger la vida de los altos funcionarios del gobierno mediante escoltas personales (véase también: guardaespaldas).
- Vigilar edificios oficiales y/o gubernamentales.
- Controlar la seguridad de los vuelos de las aerolíneas israelíes (como El Al y Arkia).
- Custodiar las embajadas y consulados de Israel en el exterior.

Una de las funciones del Shabak es proteger el primer ministro de Israel y los funcionarios públicos (tales como el presidente). El Shabak es también responsable de prevenir el financiamiento de los movimientos terroristas y organizaciones clandestinas cuyos miembros sean ciudadanos israelíes o palestinos.

### Estatus legal y Métodos
El Shabak confía principalmente en los servicios de inteligencia para extraer información. Por eso utiliza a informadores locales para recabar datos sobre ataques terroristas o la localización de líderes terroristas. El Shabak a lo largo de su historia logró grandes éxitos infiltrando informadores en organizaciones palestinas como Hamás y Jihad Islámica. El asesinato del Jeque Ahmed Yassin y Abed al-Aziz Rantissi es una prueba de cómo el Shabak ha penetrado profundamente en las organizaciones terroristas palestinas. A partir de esta política de infiltración, los grupos criminales palestinos, principalmente las Brigadas de los Mártires de Al-Aqsa, comenzaron a asesinar palestinos sospechosos de colaborar con los servicios de seguridad israelíes.
El Shabak también extrae cierta información vital interrogando a sospechosos. En 1987, después de que surgieran reiteradas denuncias sobre el empleo excesivo de la violencia como método utilizado por el Shabak en las interrogaciones de prisioneros palestinos, el Comité Landau, encabezado por un antiguo Presidente del Tribunal Supremo de Israel, preparó un informe de dos partes sobre los métodos de interrogación del Shabak. Solo una parte fue hecha pública. Esto reveló que el Shabak utiliza con regularidad métodos violentos de interrogación y que muchos agentes del Shabak fueron instruidos para mentir en los tribunales. El informe de comité también descubrió directrices para futuras interrogaciones pero la mayor parte de los detalles estaban en la parte secreta del informe. La parte del informe que se hizo pública reveló que se permitía a la dirección del Shabak presionar físicamente al prisionero "en caso de necesidad urgente" para evitar futuros ataques terroristas que causaran la muerte de personas inocentes y provocaran consecuencias irreparables.
El Tribunal Supremo israelí recibió quejas de los métodos de tortura empleados por la organización. Los métodos utilizados eran varios, los principales consistían en:
- La fuerte y repetida sacudida del torso del sospechoso.
- Esposar al sospechoso durante un largo período.
- "La rana se agacha". Método que consiste en que el sospechoso se agache sobre las puntas de los dedos del pie de alguien.

El Tribunal acordó que el Shabak no tenía la autoridad para utilizar tales métodos, aunque fuese en caso de seguridad y/o urgencia inmediata. En el Ministerio de Justicia de Israel, en la sección del Departamento Para Informes Especiales, hubo un investigador mayor que comprobó las denuncias sobre los métodos en las interrogaciones del Shabak. A dicha organización se le exigió que en sus interrogatorios únicamente se aplique el método de presión psicológica. Sin embargo, organizaciones internacionales como B'Tselem y Amnistía Internacional actualmente siguen acusando al Shabak con regularidad de emplear métodos físicos interrogatorios que, según ellos, están prohibidos por ley porque son considerados torturas proscriptas bajo convenciones internacionales.
En 2002 la Knesset promulgó una ley regulando la actividad del Shabak en las interrogaciones. La ley dice:
- El primer ministro de Israel es responsable del Shabak y lleva la responsabilidad ministerial de su actividad. El jefe del Shabak responde al primer ministro.
- El jefe del Shabak servirá 5 años en el deber, a no ser que haya un estado de emergencia.
- Métodos de interrogación (esta parte no fue hecha pública).

## Acontecimientos importantes en la historia del Shabak
- 1948: El Shabak es fundado como el Shin Bet y es uno de los tres servicios secretos de Israel junto a la Inteligencia militar (Aman) y la Inteligencia Extranjera (más tarde, conocido como el Mosad).
- 1956: El Shabak obtiene una copia del discurso de Jrushchov que denuncia a Stalin.
- 1961: El Shabak expone al Doctor Israel Bar como espía soviético.
- 1984: El Asunto Kav 300. Dos terroristas secuestran un autobús y toman rehenes; posteriormente las Fuerzas de Defensa Israelíes, las Fuerzas de Seguridad Israelíes y el Shabak recuperan el control del autobús y Avraam Shalom ordena el asesinato de los dos terroristas que en un principio fueron capturados vivos. Los oficiales implicados intentaron encubrir el hecho.
- 1987: El asunto Izat Nafsu. Cuando un oficial fue acusado de estar implicado en causas ilegales de espionaje y el Shabak fue sumamente criticado por sus métodos y normas.
- 1995: El asesinato de Isaac Rabin por Yigal Amir y el fracaso del Shabak para prevenirlo.
- 1996: El Shabak asesina al principal proveedor de bombas de Hamás, Yahya Ayyash.
- 2000-2005: Intifada de Al-Aqsa y el principal papel del Shabak en reuniones de inteligencia y esfuerzos de contraterrorismo. Avi Dichter recibió el alto crédito de parte de la opinión pública gracias a su manejo del Shabak para obstaculizar cientos de ataques suicidas y el asesinato de numerosos líderes terroristas.

## Jefes del Shabak
- Isser Harel (1948–1952)
- Izi Dorot (1952–1953)
- Amos Manor (1953–1963)
- Yossef Harmelin (1964–1974)
- Avraham Ahituv (1974–1981)
- Avraham Shalom (1981–1986)
- Yossef Harmelin (1986–1988)
- Yaakov Peri (1988–1994)
- Carmi Gillon (1995–1996)
- Ami Ayalon (1996–2000)
- Avi Dichter (2000–2005)
- Yuval Diskin (2005–2011)
- Yoram Cohen (2011–2017)
- Nadav Argaman (2017-2021)
- Ronen Bar (2021-2025) (fue despedido por el Ejecutivo pero su salida fue suspendida por el Tribunal Supremo de Israel)
- Eli Sharvit (2025-act.) (nombramiento propuesto por el Ejecutivo israelí)